# Salobrena (geslacht)
Salobrena is een geslacht van vlinders van de familie snuitmotten (Pyralidae), uit de onderfamilie Chrysauginae.

## Soorten
- S. atropurpurea Hampson, 1906
- S. bullata Schaus, 1913
- S. cyrisalis Druce
- S. dicela Dyar, 1914
- S. excisana Walker, 1863
- S. falvisectalis Hampson, 1916
- S. gibbosa Felder & Rogenhofer, 1874
- S. melopoalis Dyar, 1914
- S. phyrea Schaus, 1904
- S. platybathyralis Dyar, 1914
- S. pomponius Druce, 1895
- S. propylea Druce, 1895
- S. recurvata Möschler, 1886
- S. rubiginea (Hampson, 1897)
- S. sincera Zeller, 1875
- S. toxocrossa Meyrick, 1936
- S. vacuana Walker, 1865